# ۸۳۱ (خورشیدی)
۸۳۱ هشتصد و سی و یکمین سال هجری خورشیدی است.